# Синегдоха
Синегдоха (стгрч. συνεκδοχή) је „стилска фигура која настаје замењивањем једне речи другом речју по некој међусобној логичкој вези, по сталном зависном односу који постоји између предмета, појава и појмова које те речи обележавају.”
Синегдоха „представља једну врсту метонимије, с тим што је синегдоха фигура деоног односа, тј. њоме се нека целина исказује делом те целине, а део целине се исказује целином. Синегдохом се реч која казује целину замењује речју која казује део, или се реч која казује множину замењује речју која казује једнину, или се уместо речи која казује врсту или род употребљава реч која казује јединку. Или обрнуто.” Примере у српскоме језику можемо наћи када кажемо „чизмаши” (мислимо на „војнике”), „кров (над главом)” (за „кућу”), „глава” (за „човека”) — ово је када неки део нечега користимо за целину (чизма је само део опреме војника, кров је део куће, глава је део тела човекова). С друге стране када целину нечега користимо за део примери су: „Фарисеји” (а у Светоме писму се односи за део те религијске странке, не за све), „Америка” (мислимо на „Сједињене Америчке Државе”, а не на цео амерички континент), „Њујорк је победио” (мислимо на „Њујорк јенкисе”, а не на цео Њујорк) итд.
Коришћење назива објеката како би означили људе и организацију унутар објекта је метонимија, а понекад може бити и синегдоха. Када кажемо „Двадесетдевети новембар” или за означавање полиције — то је синегдоха јер Полицијска управа за Град Београд (чије је средиште у улици која се некада звала „29. новембар”) је само један део целокупног министарства унутрашњих послова. Слично томе, када кажемо имена главног града, а мислимо на целу државу — и то је синегдоха. Пример: „Београд је заузео оштар став.” Београд означава целу државу Србију.
Синегдоха се може употребљавати и у националноме дискурсу када одређени народ или етницитет не жели да назове неки политички појам правим именом јер сматрају да је то увреда националних интереса. Тако Грци Северну Македонију уопште не зову тако јер по њима Македонија је само Грчка. Они за означавање Северне Македоније користе синегдоху и зову је по главном граду — „Скопље” (за означавање целе Северне Македоније, они користе само део). Слично је и у Србији у којој се синегдоха „Приштина” употребљава да означи привремене институције у самопроглашеној Републици Косово.

## Особине
Синегдоха (а тиме и метонимија) разликује се од метафоре, иако су је у прошлости неки сматрали подврстом метафоре, намеравајући метафору као врсту концептуалне супституције (Квинтилијан).
„Метонимија, попут метафоре, означава употребу речи у пренесеном значењу. Међутим, док се код метафоре значење једне речи преноси на другу по неким сличностима, код метонимије се значење преноси према одређеним стварним односима. Тако се уместо једне речи која означава један одређени појам употребљава друга реч, односно други појам, који је у некој стварној вези са првим појмом.”